# اونیفری
اونیفری (به ایتالیایی: Oniferi) یک کومونه در ایتالیا است که در استان نیورو واقع شده‌است.

## خصوصیات
اونیفری ۳۵٫۷ کیلومترمربع مساحت و ۹۵۶ نفر جمعیت دارد و ۴۷۸ متر بالاتر از سطح دریا واقع شده‌است.